# Hawajka żółtawa
Hawajka żółtawa (Rhodacanthis flaviceps) – gatunek średniej wielkości ptaka z rodziny łuszczakowatych (Fringillidae), podrodziny łuskaczy (Carduelinae). Endemit wyspy Hawaiʻi. Nie był widziany po odkryciu, uznany za wymarłego.

## Taksonomia
Po raz pierwszy gatunek opisał Walter Rothschild w 1892 na łamach „The Annals and magazine of natural history”. Holotyp pochodził z Hawaiʻi. Autor zamieścił jedynie opisy upierzenia samców, samic i ptaków młodych, bez dodatkowych informacji o ich zachowaniu. Nadał on nowemu gatunkowi nazwę Rhodacanthis flaviceps. Międzynarodowy Komitet Ornitologiczny umieszcza hawajkę żółtawą w rodzaju Rhodacanthis, podtrzymując nazwę, i uznaje hawajkę żółtawą za gatunek monotypowy. Opisano również drugi gatunek należący do tego rodzaju, hawajkę złotogłową (R. palmeri). Okazy dla Rothschilda, zafascynowanego rzadkimi, ginącymi i ciekawymi gatunkami, odławiał Henry Palmer. Rothschild wspomniał w 1907, że ani Robert Cyril Layton Perkins, ani Palmer nie zaobserwowali ich już na wyspach.

## Morfologia
Całkowita długość ciała ok. 190 mm, górnej krawędzi dzioba – 18 mm, skrzydła – 97 mm, ogona – 64 mm, a skoku – 25 mm. Występuje dymorfizm płciowy w upierzeniu. U samca głowa, szyja i większość spodu ciała były jabłkowo-żółte, bardziej jaskrawe na głowie i szyi, a bardziej zielone na spodzie ciała. Wierzchnie partie ciała popielato-zielone, kolor przechodził w jaskrawozielony w dolnej części grzbietu, na kuprze i pokrywach nadogonowych. Skrzydła i sterówki czarno-brązowe, na zewnętrznych chorągiewkach występowały zielone krawędzie. Dziób brązowo-niebieski. Nogi szare, tęczówka brązowa. Samica była bardziej zielona i matowa od samca, jedynie czoło porastały żółte pióra, ciemię miało podobne barwy, jak grzbiet. Spód ciała matowy, żółtozielony.

## Status
IUCN uznaje hawajkę żółtawą za gatunek wymarły (EX, Extinct). Po swoim odkryciu nie był już odnotowywany. Dokładna przyczyna wymarcia jest nieznana, choć mogło się do tego przyczynić niszczenie siedlisk tego ptaka oraz ptasia malaria.